# Opazon incrassatum
Opazon incrassatum är en stekelart som först beskrevs av Thomson 1858.  Opazon incrassatum ingår i släktet Opazon, och familjen hyllhornsteklar. Arten är reproducerande i Sverige.